# Hans-Harald Ehlert
Hans-Harald Ehlert (* 24. April 1962 in Detmold) ist ein deutscher Politiker und der Gründer und langjährige Geschäftsführer sowie Gesellschafter der Treberhilfe Berlin.

## Werdegang
Ehlert studierte nach dem 1981 abgelegten Abitur von 1981 bis 1985 Erziehungswissenschaften an der TU Berlin. Nach dem Abschluss als Diplom-Pädagoge erhielt er bis 1991 einige Lehraufträge an der TU Berlin, studierte bis 1988 Rechtswissenschaften an der FU Berlin und leitete von 1986 bis 1990 ein Jugendfreizeitheim in Berlin-Wedding.

## Politik
Ehlert, der seit 1991 der SPD angehört, war von November 1999 bis 2001 Mitglied des Abgeordnetenhauses von Berlin, in das er über die Bezirksliste Schöneberg gewählt wurde. Die Wahlperiode wurde durch Auflösung des Abgeordnetenhauses im Zuge der Berliner Bankenaffäre vorzeitig beendet. Ab 2001 saß er zeitweise für die SPD in der Bezirksverordnetenversammlung von Tempelhof-Schöneberg.

## Geschäftsführer der Treberhilfe
Von 1988 bis 2010 war Ehlert Geschäftsführer der Treberhilfe, einer gemeinnützigen GmbH. Gesellschafter der gGmbH waren zur einen Hälfte der Treberhilfe e.V. und zur anderen Harald Ehlert. Die Treberhilfe wurde 2010 wegen undurchsichtiger Strukturen und des Geschäftsgebarens von Ehlert (u. a. Maserati mit Fahrer als Dienstwagen, Geschäftsführergehalt von mehr als 360.000 Euro im Jahr, Luxusessen auf Unternehmenskosten, Wohnung in Villa am Templiner See mit Haushälterin, Gärtner, Bootshaus, Marmorbädern und rauschenden Feiern im Park) aus dem Paritätischen Wohlfahrtsverband und dem Diakonischen Werk ausgeschlossen. Dieser Ausschluss wurde jedoch vom Landgericht Berlin wegen einiger Verfahrensfehler im Ausschlussprozess kassiert. Die Berliner Diakonie und die damalige Sozialsenatorin Carola Bluhm erstatteten wegen des Verdachtes der Untreue Strafanzeige gegen Ehlert. Er musste als Geschäftsführer zurücktreten, leitete aber über den unter seinem Einfluss stehenden Aufsichtsrat die Geschäfte der Treberhilfe weiter. Deshalb stellten mehrere Bezirksämter die Zusammenarbeit mit der Treberhilfe ein. Auch die Mitarbeiter der Treberhilfe demonstrierten öffentlich gegen die Bereicherung an den von ihnen erarbeiteten Überschüssen. Sie erhielten bei der Treberhilfe 20 Urlaubstage im Jahr und ein ebenfalls untertarifliches Gehalt bei abhängig von der Belegung mit Klienten schwankender Arbeitszeit.
Ehlert verteidigte seinen Lebensstil als rechtmäßig, ein „gefühltes Recht“ habe für ihn keine Bedeutung. Mitarbeiter, Berliner Senat und andere Stimmen setzen dem entgegen, dass besonders ein Sozialunternehmen moralischen Verpflichtungen unterliege.
Ehlert versuchte bis zuletzt zu belegen, dass sein monatliches Gehalt in Höhe von zirka 35.000 Euro, seine Miete für die Seevilla und anderes angemessen gewesen seien.
Der Treberhilfe wurde aufgrund des Geschäftsgebarens von Ehlert die Gemeinnützigkeit durch das Finanzamt Berlin aberkannt.
Als die Treberhilfe im November 2011 Insolvenz anmeldete, wurde bekannt, dass Ehlert trotz seines angeblichen Rückzuges aus dem Unternehmen bis zuletzt ein monatliches Gehalt von mehr als 30.000 Euro von der Treberhilfe bezogen hatte, während die Klienten wegen fehlender Mietzahlungen aus den Wohnungen geklagt wurden und die Sozialarbeiter seit Monaten gar kein Gehalt mehr bekamen.
Im Dezember 2011 wurde bekannt, dass Ehlert einen Kaufvertrag mit der damaligen Geschäftsführung der Treberhilfe, unter dem Geschäftsführer Gideon Joffe, für die Villa der Treberhilfe in Caputh am Templiner See, in der Ehlert seit Jahren wohnte, abgeschlossen hatte. Als Kaufsumme waren 895.000 Euro im Kaufvertrag aufgeführt, obwohl der Buchwert mit 1,82 Millionen Euro verzeichnet war. Der Kaufpreis wurde nicht überwiesen und der Insolvenzverwalter der Treberhilfe kündigte an, einen Gutachter mit der Bewertung des Gebäudeensembles beauftragen zu wollen. Der Gutachter sollte prüfen, ob die Villa unter Wert verkauft werden sollte.
Später versuchte Ehlert erfolglos, sich als Mitarbeiter bei der Neuen Treberhilfe einzuklagen. Im März 2013 wurde seine Klage beim Landesarbeitsgericht in zweiter Instanz endgültig abgewiesen. Ehlert lebte noch im März 2013 mit gültigem Mietvertrag, den er sich selbst ausgestellt hatte, in der Wohnung der Villa der Treberhilfe in Caputh.
Im Juli 2014 wurde Ehlert wegen Steuerhinterziehung bei der Treberhilfe zu einem Jahr Haft auf Bewährung und einer Geldstrafe verurteilt. Im Februar 2015 folgte eine Strafe von 32.000 Euro wegen Insolvenzverschleppung und Nichtzahlung von Sozialabgaben für Beschäftigte in Höhe von knapp 147.000 Euro.
2019 wurde am Amtsgericht Berlin-Charlottenburg unter dem Aktenzeichen 36e IN 757/19 das Insolvenzverfahren über das Vermögen von Ehlert eröffnet. Vermögen aus Selbstständigkeit wurde dabei aus der Insolvenzmasse ausgenommen und nicht an die Gläubiger verteilt. Im Juni 2024 wurde Ehlert Restschuldbefreiung erteilt.
Harald Ehlert ist Stand November 2024 weiterhin Geschäftsführer der Harald Ehlert Media UG und der Solutare GmbH.